# Bourekas-Filme
Der Begriff Bourekas-Filme (hebräisch סִרְטֵי בּוּרֵקָס Sirṭej Būreqas) beschreibt ein israelisches Filmgenre, das in den 1960er und 1970er Jahren in Israel populär war. Der Name basiert auf dem israelischen Gebäck Bourekas, einem international auch als Börek bekannten Blätterteiggebäck.

## Geschichte
Uri Klein, Filmkritiker der israelischen Zeitung Haʾaretz, beschreibt die Bourekas-Filme als „skurriles israelisches Genre komischer Melodramen und Rührstücke ... basierend auf ethnischen Stereotypen“. „Es waren hausgemachte Farcen und Melodramen, die in einer schwierigeren Episode Israels eskapistische Unterhaltung boten.“
Der Begriff wurde vom israelischen Filmregisseur Boʿaz Davidson, selbst Regisseur einiger Bourekas-Filme, geprägt. Er ist angelehnt an das italienische Filmgenre der Spaghetti-Western.

## Gefilte-Fisch-Filme
Als Gefilte-Fisch-Filme oder auch „Bourekas für Aschkenasim“ werden einige wenige Bourekas-Filme bezeichnet, deren Protagonisten aschkenasischer Herkunft sind und in denen auch Ghetto-Folklore eine Rolle spielt.
Eine Auswahl dieses filmischen Subgenres:
- Kuni Lemel, 1968 (Israel Bekers)
- Lupo, 1970 (Golan)
- Kuni Lemel in Tel Aviv (1976) (Joʾel Silberg)
- Lupo in New York (1976) (Davidson)
- Hershele, 1977 (Joʾel Silberg)
- Marriage Tel Aviv Style, 1980 (Joʾel Silberg)
- Aunt Klara (HaDoda Klara), 1977 (Avraham Hefner)

## Themen
Hauptthema vieler Bourekas-Filme sind ethnische Konflikte, besonders zwischen Juden mizrachischer (orientalischer) und aschkenasischer (europäischer) Herkunft. Held vieler Filme ist ein für gewöhnlich sehr armer, aber gewitzter mizrachischer Jude, der in Konflikt mit Institutionen des Staates oder aschkenasischen Juden gerät, die oft als reich, eitel, kaltherzig, sozial entfremdet und arrogant dargestellt werden. In vielen Filmen werden hebräische Akzente, besonders die der marokkanischen, persischen oder polnischen Juden, von den Schauspielern imitiert. Eine weitere Rolle spielen Slapstick-Humor, Verwechslungen und die Verquickung von Melodram und Komödie.
In einem Aufsatz mit dem Titel A Shtetl in Disguise: Israeli Bourekas Films and their Origins in Classical Yiddish Literature (deutsch Ein verkapptes Stetl: Israelische Bourekas-Filme und ihre Ursprünge in der klassischen jiddischen Literatur) schrieb der Filmemacher und Kritiker Rami Kimchi, dass die Darstellung der mizrachischen Gesellschaft in diesen Filmen stark an die Darstellungen des osteuropäischen Shtetls im 19. Jahrhundert erinnere, die von klassischen jiddischsprachigen Autoren verbreitet wurde. Kimchi führt den kommerziellen Erfolg der Filme auf den hybriden Charakter der israelischen Gesellschaft zurück, in der aus Israel stammende Mizrachim und aus der europäischen Diaspora eingewanderte Aschkenasim zusammen leben. Aus diesem Grund erfüllen die Filme seiner Meinung nach die politischen, sozialen und psychologischen Bedürfnisse beider Publikumsgruppen. Er zählt elf zwischen 1964 und 1977 produzierte Filme zum Kern des Bourekas-Genres.

## Darsteller und Regisseure
Bourekas-Filme waren in Israel in den 1960er und 1970er Jahren sehr erfolgreich, wurden aber auch als oberflächlich kritisiert. Einige der Hauptdarsteller und Regisseure waren:
- Seʾev Revach: Schauspieler und Regisseur, der an vielen berühmten Bourekas-Komödien beteiligt war, wie Chagiga biSnuker (Party beim Snooker; 1975), Charlie waChetzi (Ein Charlie und ein Halber [was für ein Kerl von einem Charlie]; 1974), Raq hajom (Nur heute; 1976), HaGonev Megannev Patur (Der Dieb kommt mit Befreiung davon; 1977), Taʾut baMispar (Falsch verbunden; 1979), HaMuvtal Batito (der Arbeitslose Batito; 1987), Lå Laʿalot joter ([ihn] nicht mehr hochkriegen; 1979), Sappar Naschim (Damenfriseur; 1984), Paʿamajim Busqila (Doppelter Busqila; 1998) etc. Revach gilt als das Gesicht des Genres, er produzierte noch bis zum Ende der 1980er Jahre Bourekas-Filme.
- George Obadiah: ein Regisseur, der viele Melodrame produzierte, die vom türkischen Kino inspiriert (oft auch kopiert) wurden. Seine bekanntesten Filme sind: Ariana (1971), Nurit (1972), Sarit (1974), Naʿarat haParvarim (Vorstadtmädchen; 1979) etc. Obadiah machte auch Komödien wie Nachtsche wəHaGeneral (Nachtsche und der General; 1972), Fischke bəMilluʾim (Fischke im Reservedienst; 1971) and Qorʿim li Schmil (Man nennt mich Schmil; 1973).
- Jehuda Barqan: Schauspieler und Regisseur, der an vielen Bourekas-Filmen beteiligt war: Lupo (1970) and Lupo bəNew York (Lupo in New York; 1976), Katz wəCarasso (Katz und Carasso; 1971), Charlie waChetzi (1974), Chagiga biSnuker (1975), Bo Nefotzetz Million (Komm, wir jagen eine Million in die Luft; 1977) etc. Barkan spielte auch in der 1980er-Filmreihe Abba Ganuv (Gestohlener Papa) mit und führte Regie.
- Boʿaz Davidson: Regisseur vieler Bourekas-Komödien wie Charlie waChetzi (1974), Chagiga biSnuker (1975), Mischpachat Zanʿani (Familie Zanʿani [=Ṣanʿāʾer, jemenitischer Familienname]; 1976) und Lupo bəNew York (1976). Seine Filme Charlie waChetzi und Chagiga biSnuker hatten in den 1990er Jahren ein Revival und gelten in Israel als Kultfilme.
- Josef Schiloach: Schauspieler vieler Bourekas-Komödien, der auch ernstere Rollen spielte und in verschiedenen Hollywoodfilmen auftrat. Eine Figur, mit der er besonders in Zusammenhang gebracht wird, ist der des Persers, ein sinnlich-grotesker Typ mit starkem persischen Akzent.
- Tuvia Zafir: Schauspieler in diversen Bourekas-Filmen, besonders in der Rolle des grotesken aschkenasischen Juden.
- Menachem Golan: Regisseur und Schauspieler vieler erfolgreicher Filme wie Lupo (1970), Fortuna (1966), My Margo (1969), und Queen of the Road (Malkat haKvisch) (1971).

## Auswahl bekannter Bourekas-Filme
- Sallach Schabbati (1964), Regie: Kishon
- Fortuna (film) (1966), Regie: Menachem Golan
- Moische Vintelator (1966), Regie: Uri Zohar
- 999 Aliza Misrachi (1967), Regie: Menachem Golan
- Kuni Lemel (1968), Regie: Israel Bekers
- Our Neighbourhood (HaSchchuna Schelanu; 1968), Regie: Uri Zohar
- My Margo (1969), Regie: Menachem Golan
- Queen of the Road (Malkat haKvisch; 1971)
- Salomonico (1972)
- Ha-Meschachneʾa BaʾAM (Der Überzeugende GmbH; 1973)
- Chacham Gamliʾel (Weiser Gamliʾel; 1973)
- Kazablan (1974), die Geschichte eines jungen mizrachischen Israelis, der sich in ein aschkenasisches Mädchen verliebt, Hauptrolle: Yehoram Gaon
- Chagiga biSnuker (1975)
- Jihjeh Tov Salmonico (Alles wird gut, Salmonico; 1975), mit Reʾuven Bar-Yotam

## Rezeption
Die Bourekas-Filme waren kommerziell sehr erfolgreich, wurden aber häufig von der Filmkritik als geistig anspruchslos und vulgär verrissen. Mit Sorge betrachtet wurde die Frage, wie diese Filme die israelische Gesellschaft gegenüber dem Ausland darstellten. In einer Kritik über Sallah Shabbati schrieb Biltzki in der Zeitung ʿAl haMischmar: „Da in Israel ethnische Gruppen nicht nur im verzerrten Spiegel eines verdrehten Humors dargestellt werden, sondern auch im hässlichen Spiegel des öffentlichen Lebens[...], sollten wir es uns zweimal überlegen, ob so ein Film uns im Ausland repräsentieren sollte.“

## Das Ende des Genres
Gegen Ende der 1970er Jahre schwand die Popularität der Bourekas-Filme. Der israelische Film der 1980er Jahre wurde politischer und wandte sich kontroverseren Themen zu. Viele Bourekas-Filme haben heute in Israel jedoch immer noch Kultstatus.